# Флинк, Софи
Софи Флинк (швед. Sofi Flink; род. 8 июля 1995 года, Хальстахаммар) — шведская легкоатлетка, специализирующаяся в метании копья. Пятикратная чемпионка Швеции (2012, 2013, 2017, 2018, 2020). Обладательница национального рекорда — 61,96 м (2013).

## Биография
Ида Софи Эмилия Флинк родилась 8 июля 1995 года в Хальстахаммаре, Швеция.
Дебютировала на международной арене в 2011 году на чемпионате мира среди юношей, где стала серебряным призёром. Чемпионка мира среди юниоров 2012 года. Чемпионка Европы среди юниоров 2013 года.
В 2013 году на чемпионате мира в Москве в квалификации установила рекорд Швеции.

## Основные результаты
| Год  | Соревнования                    | Место проведения      | Место  | Результат |
| ---- | ------------------------------- | --------------------- | ------ | --------- |
| 2011 | Чемпионат мира среди юношей     | Лилль, Франция        | 2      | 52,25 м   |
| 2012 | Чемпионат мира среди юниоров    | Барселона, Испания    | 1      | 61,40 м   |
| 2013 | Чемпионат Европы среди юниоров  | Риети, Италия         | 1      | 57,91 м   |
| 2013 | Чемпионат мира                  | Москва, Россия        | 10     | 59,52 м   |
| 2014 | Чемпионат мира среди юниоров    | Юджин, США            | 2      | 56,70 м   |
| 2014 | Чемпионат Европы                | Цюрих, Швейцария      | 12     | 56,68 м   |
| 2016 | Чемпионат Европы                | Амстердам, Нидерланды | 23 (q) | 54,38 м   |
| 2017 | Чемпионат Европы среди молодёжи | Быдгощ, Польша        | —      | NM        |
| 2018 | Чемпионат Европы                | Берлин, Германия      | 10     | 56,91 м   |